# Музей естественной истории (Роттердам)
Музей естественной истории (нидерл. Natuurhistorisch Museum Rotterdam) — научный музей в Роттердаме (Нидерланды).
Музей открылся в 1927 году. В 2015 году его посетило 44 009 человек.

## История
В 1922 году роттердамская секция Нидерландской ассоциации естественной истории (нидерл. Nederlandsche Natuurhistorische Vereeniging) основала Ассоциацию по созданию и содержанию музея естественной (нидерл. Vereeniging tot Oprichting en Instandhouding van een Natuurhistorisch Museum). В 1927 году в Роттердаме открылся курируемый этой ассоциацией музей.

## Расположение
Музей расположен в Вилла-Дейкзигт (Villa Dijkzigt) в Музеумпарке, рядом с Кюнстхал и музеем Бойманса — ван Бёнингена.
Здание музея, Вилла-Дейкзигт, датируется 1852 годом. Построена по проекту архитектора Йохана Метзелара (нидерл. Johan Metzelaar) для семьи Ван Хобокен. В 1995 году к зданию пристроен стеклянный павильон, спроектированный архитектором Эриком ван Эгератом.
Музей включает в себя магазин и библиотеку.

## Коллекция
Коллекция музея насчитывает примерно 400 000 объектов, из которых 253 119 зарегистрированы.

## Администрация
С 2015 года директором музея является Кес Муликер. С 2016 года куратором музея является Брам Лангевельд.
В 2012 году музей принял 37 814 посетителей, в 2015 году — 44 009 посетителей.